# Der Graf von Cagliostro
Der Graf von Cagliostro ist ein österreichisch-deutsches Stummfilm-Historiendrama aus dem Jahre 1920. Regie führte Reinhold Schünzel, der auch den Titelhelden spielte.

## Handlung
Das Leben des Abenteurers, Alchemisten und Hochstaplers Cagliostro steht im Mittelpunkt einer groß angelegten Filmbiografie. Der Italiener Balsamo wird in einer prachtentfaltenden Zeremonie in die ägyptische Großloge aufgenommen, deren Großmeister er werden sollte. Es folgt ein Abschnitt über seine Zeit in Paris, wo er dank seiner Verwicklung in die Halsbandaffäre Marie Antoinettes den Hof und die Stadt in Aufregung hält, sein Wirken als selbsternannter „Wunderdoktor“ in der Gestalt eines Grafen Phönix und schließlich seine Wandlung zu Cagliostro. Wo immer er auftritt, bringt er in dieser Filmbiografie Verderben und Tod mit sich.

## Produktionsnotizen
Der Graf von Cagliostro wurde u. a. am und im Schloss Schönbrunn in Wien gedreht und am 21. Dezember 1920 im Busch-Kino der österreichischen Hauptstadt uraufgeführt. Der sechsaktige Film besaß eine Länge von 2158 Metern Länge und erhielt Jugendverbot. In Deutschland lief der Historienfilm am 10. Februar 1921 im Berliner Marmorhaus an.
Von O. F. Werndorff stammen die Studio-Filmbauten und die Kostüme. Das Gros der prachtvollen Filmszenen entstanden im Spiegelsaal, im japanischen Zimmer, im Speisesaal und im Schlosstheater von Schönbrunn sowie in der großen Halle der Gloriette im Schlosspark. Die Prachtkutschen sind Originale aus dem 18. Jahrhundert und gehörten einst ebenfalls zum kaiserlichen Fuhrpark. Bei den eingesetzten Pferden handelt es sich um Lipizzaner aus dem früheren k.u.k.-Gestüt.

## Kritiken
Wiens Neue Freie Presse berichtete am Tag nach der Wiener Premiere in ihrer Ausgabe vom 22. Dezember 1920: „Der Wert des Films liegt vor allem in der kulturhistorischen Treue der Regie, in der Gestrafftheit der Handlung, in den schauspielerischen Höchstleistungen und in dem Rahmen, den das Schloß Schönbrunn bietet. (…) Der außerordentliche Eindruck des Films geht nicht nur von den Massenszenen, sondern noch im erhöhten Maße von den Leistungen der Hauptdarsteller aus. Die mimische Leistung Reinhold Schünzels in der Doppelrolle als Phönix und Cagliostro erreicht Wirkungen, die man bisher nur von der Bühne her kannte.“
Die zeitgenössische Bewertung in Paimann’s Filmlisten liest sich wie folgt: „Stoff, Photos, Szenerie und besonders das meisterhafte Spiel ausgezeichnet. (Ein Schlager ersten Ranges)“.